# Cahiers secrets de la Ve République
Cahiers secrets de la Ve République est une série de quatre ouvrages de Michèle Cotta. Le tome 2, paru en 2008, a reçu le prix du Livre politique en 2009. 

## Présentation
Dans ces ouvrages, au nombre de quatre, l'auteur retrace la vie politique, médiatique et culturelle qu'elle a eu l'occasion de côtoyer en 40 années de vie professionnelle. Le tome 1 couvre la période 1965-1977, le tome 2 couvre les années 1977-1986, le tome 3 les années 1986 à 1997 et le dernier évoque les années 1997 à 2007.

## Accueil critique
Pour l'universitaire Jean François Huchet : « [Michèle Cotta] nous fait revisiter des événements qui ont fait la une de nos journaux et nous entraîne souvent dans leurs coulisses. En se tenant strictement à l’ordre chronologique, elle s’interdit de faire œuvre d’historienne. Elle offre en revanche à ceux qui écrivent et écriront l’histoire de cette période un matériau de toute première importance. Elle observe, elle capture, elle croque. ».

## Prix littéraire
- Le tome 2 obtient le prix du Livre politique en 2009[4].

## Éditions

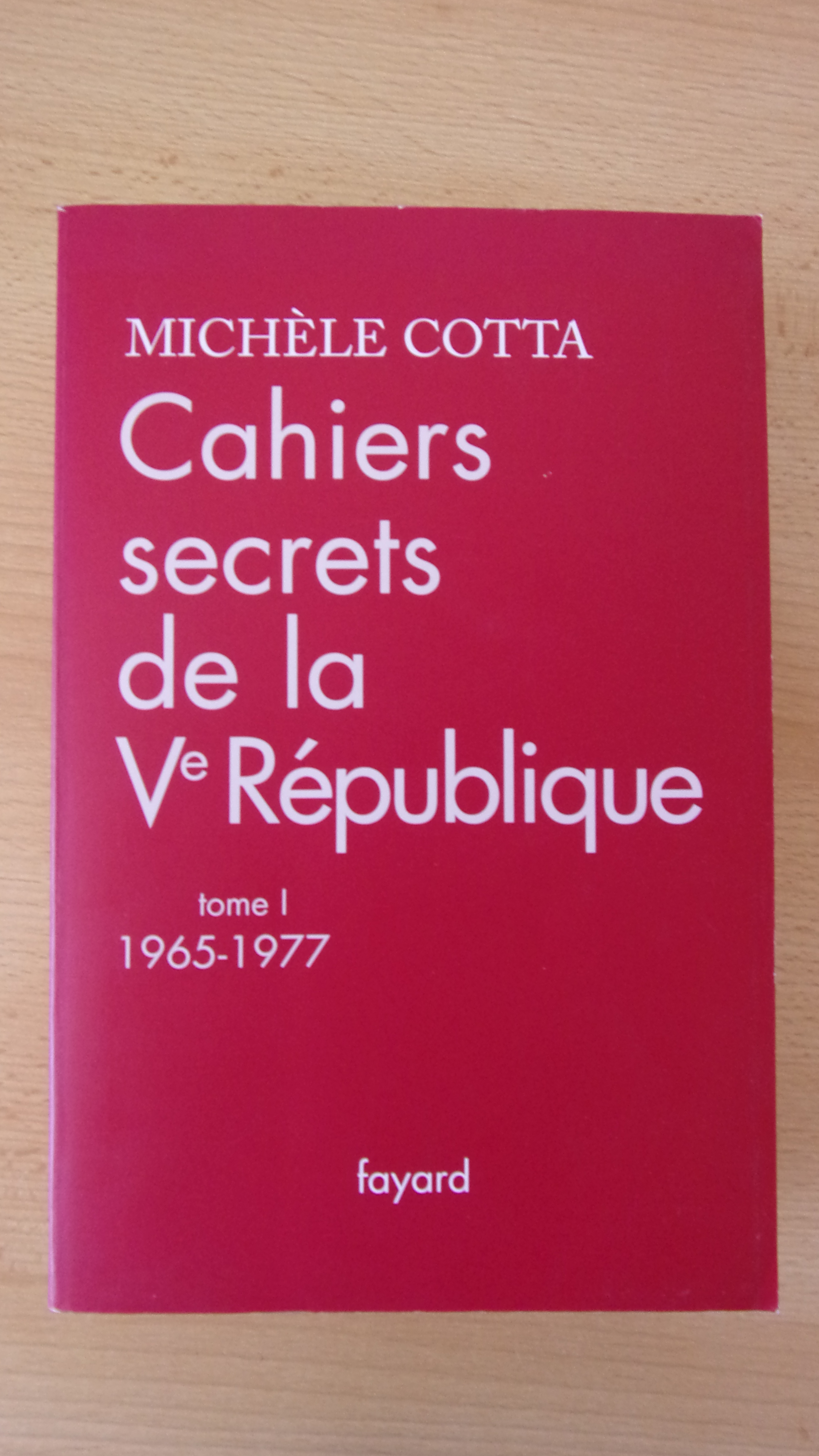
Cahiers secrets de la Ve République - tome 1.
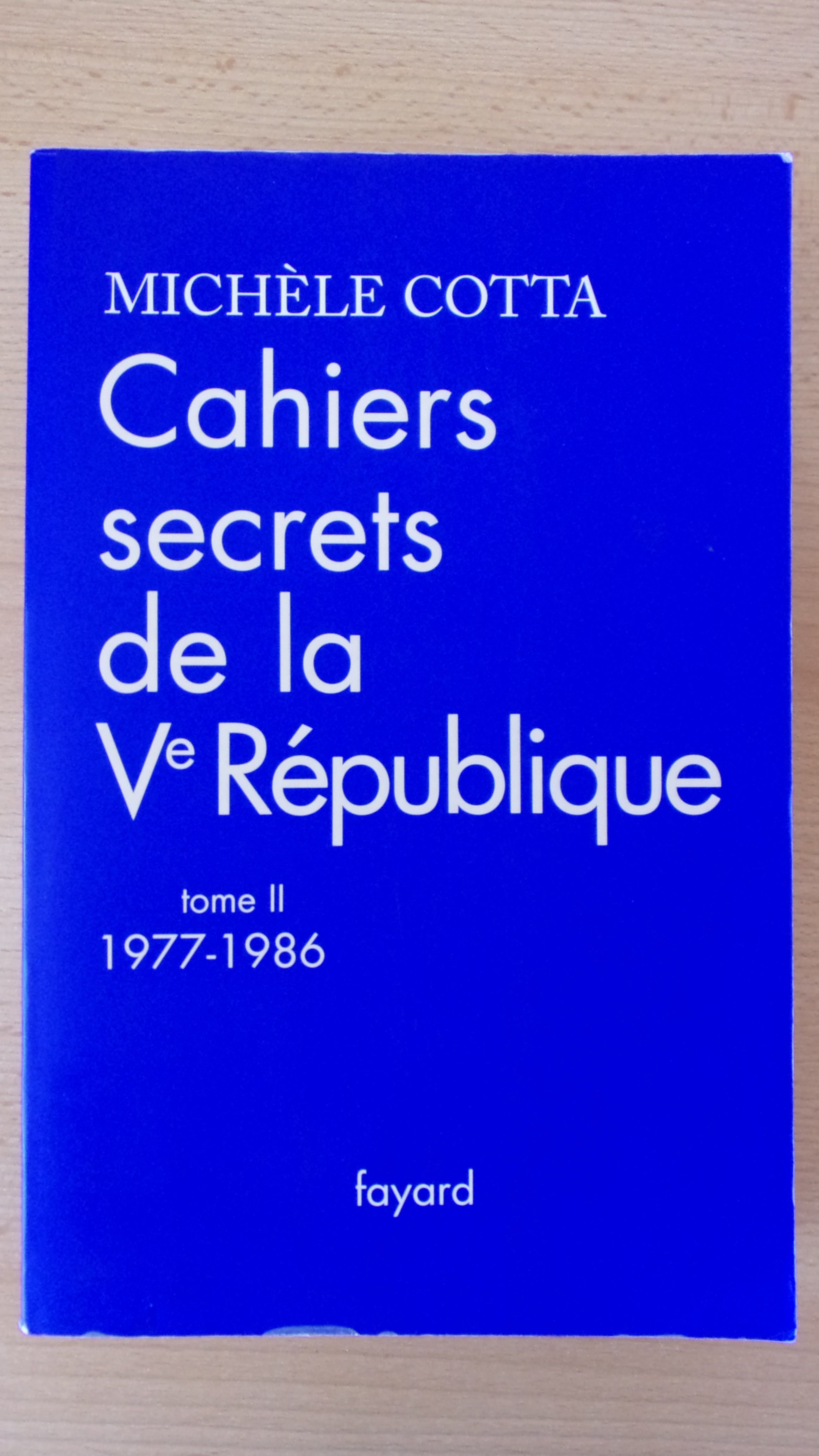
Cahiers secrets de la Ve République - tome 2.

- Cahiers secrets de la Ve République, tome 1, 1965-1977, éd. Fayard, Paris, 2007, 874 p.  (ISBN 978-2-213-63195-0)
- Cahiers secrets de la Ve République, tome 2, 1977-1986, éd. Fayard, Paris, 2008, 759 p.  (ISBN 978-2-213-63722-8)
- Cahiers secrets de la Ve République, tome 3, 1986-1997, éd. Fayard, Paris, 2009, 968 p.  (ISBN 978-2-213-64442-4)
- Cahiers secrets de la Ve République, tome 4, 1997-2007, éd. Fayard, Paris, 2010, 1 200 p.  (ISBN 978-221-365605-2)